# Hélder Postiga
Hélder Manuel Marques Postiga (pron. 'ɛɫdɛɾ puʃ'tigɐ) (Vila do Conde, 2 agosto 1982) è un allenatore di calcio ed ex calciatore portoghese, di ruolo attaccante, vice commissario tecnico della nazionale Under-20 portoghese.
Ha ottenuto i principali successi con i club con il Porto, squadra in cui è cresciuto e con cui, nell'arco di sei stagioni, ha vinto tre campionati portoghesi, una Coppa del Portogallo, due Supercoppe di Portogallo, una Coppa UEFA e una Coppa Intercontinentale.
Con la nazionale portoghese ha partecipato a due campionati del mondo (2006 e 2014) e a tre campionati d'Europa (2004, 2008 e 2012).

## Caratteristiche tecniche
Nel 2001 è stato inserito nella lista dei migliori calciatori stilata da Don Balón.

## Carriera

### Club

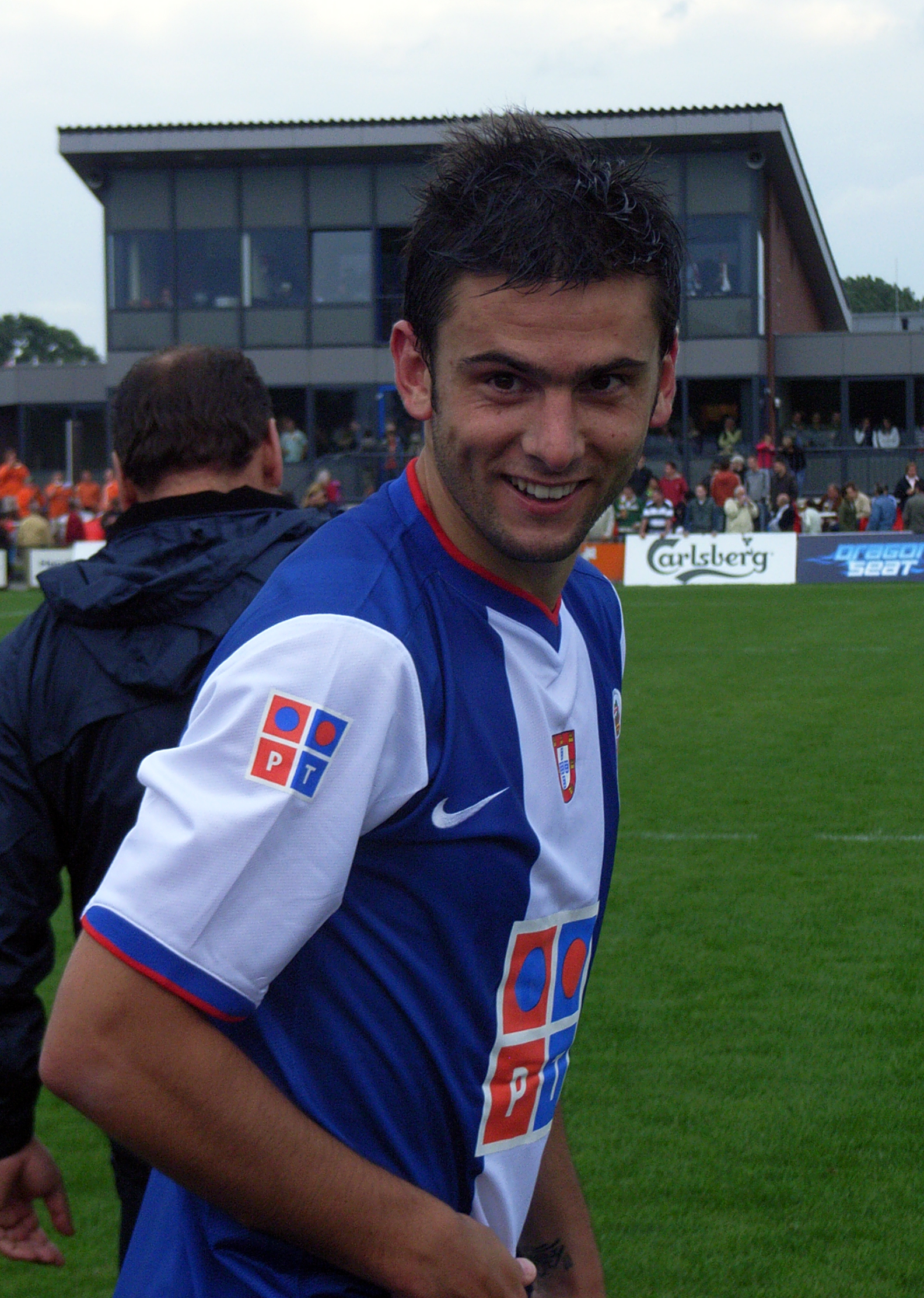
Postiga con la maglia del Porto

Iniziò la carriera nel Varzim, squadra di Póvoa de Varzim, prima di entrare nel settore giovanile del Porto e di essere aggregato presto alla squadra B. Nello stesso periodo Fernando Santos, allora allenatore del Porto, gli fece disputare alcune partite in prima squadra. Con l'arrivo dell'allenatore Octávio Machado fu inserito in prima squadra in pianta stabile, segnando alcuni gol. Quando José Mourinho divenne il nuovo tecnico del club lusitano, Postiga divenne titolare a 20 anni, realizzando 13 gol.
Dopo aver vinto il campionato portoghese nel 2002-2003, si trasferì al Tottenham, nella Premier League inglese, in cambio di £ 6,25 milioni: Postiga però delude le grandi aspettative, nel giro di un quarto d'ora perde due uno-contro-uno nella partita contro l'Arsenal (persa 2-1) datata 8 novembre 2003, dove parte titolare venendo sostituito nel finale da Rohan Ricketts. A fine stagione conta 24 presenze tra campionato e coppe e 2 gol (contro Manchester City, 3-1 in Carling Cup e Liverpool, 2-1 in campionato, entrambe vinte). Pochi anni dopo il Daily Mail stila una classifica dei 50 peggiori attaccanti di sempre in Premier League, riservando per Postiga il trentunesimo posto. Dopo una stagione con gli Spurs, ritornò al Porto in uno scambio con Pedro Mendes (nell'occasione, l'attaccante venne valutato 7.5 milioni di €).
Nel 2004-2005, con l'allenatore Víctor Fernández, non fu un titolare, mentre con l'arrivo di José Couceiro, che decise di schierarlo come titolare, mise a segno 3 gol nelle ultime partite di campionato. Nella stagione 2005-2006 fu relegato nella squadra B del Porto a causa del malcontento del nuovo allenatore Co Adriaanse, non soddisfatto dalle prestazioni del giocatore. Nel gennaio 2006 si trasferì in prestito al Saint-Étienne, in cui si rese autore di alcuni gol.

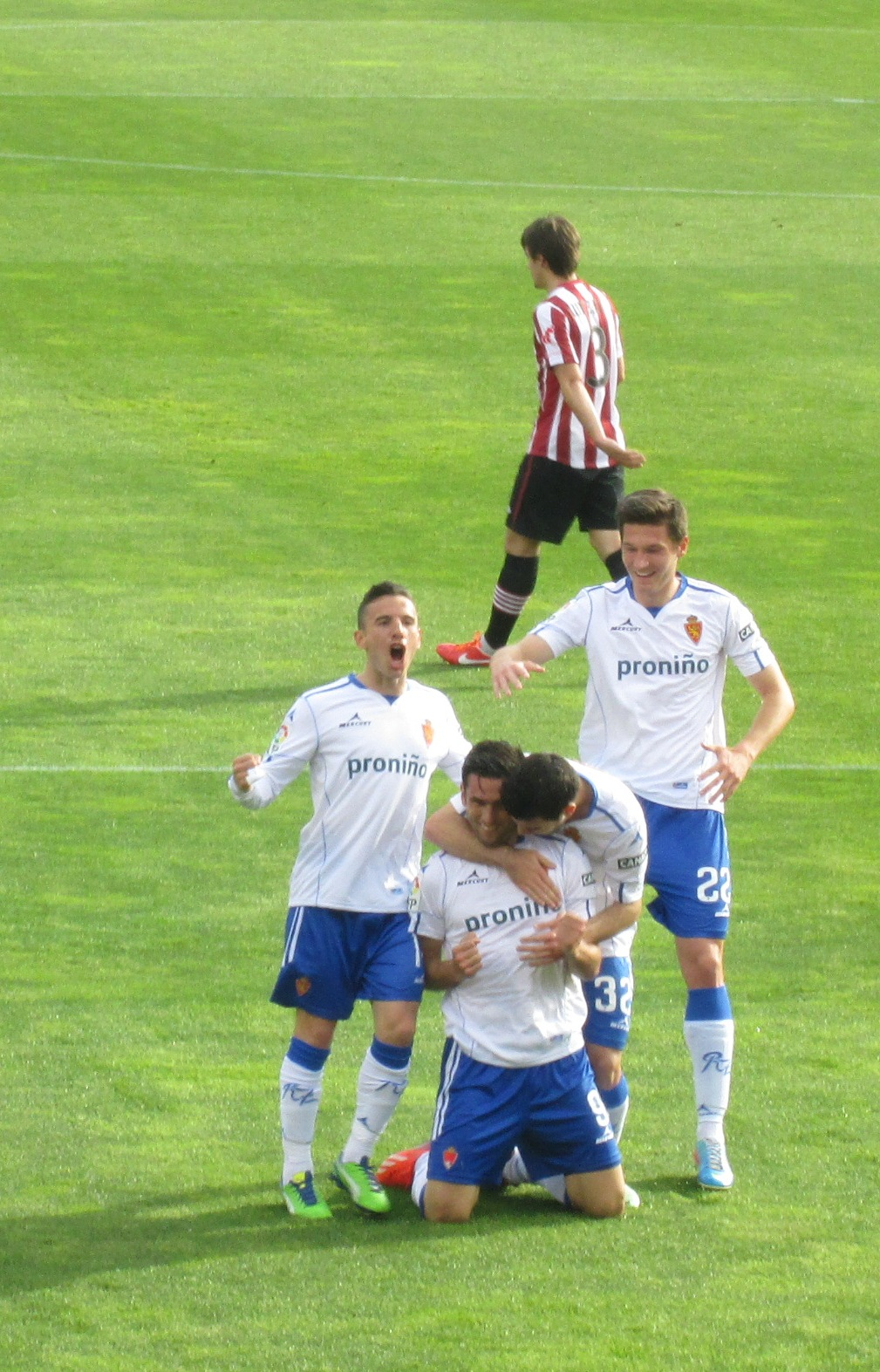
Postiga con la maglia del Real Saragozza mentre esulta per un goal

Nella stagione 2006-2007, dopo cambi alla guida tecnica del Porto, torna nella squadra portoghese. Verso la fine dell'annata perde il posto da titolare in favore di Adriano Vieira Louzada, totalizzando 10 gol in Superliga. Dal gennaio al giugno 2008 gioca in prestito nella squadra greca del Panathīnaïkos, quindi si trasferisce a titolo definitivo allo Sporting, nel mese di giugno, per 2,5 milioni di euro.
Il 31 agosto 2011 viene acquistato per un milione di euro dal Real Saragozza, squadra della Primera División. Esordisce nella massima serie spagnola l'11 settembre, in occasione del pareggio a reti inviolate di Madrid contro il Rayo Vallecano. Il 16 ottobre realizza i primi gol con la squadra aragonese, realizzando una doppietta (di cui uno in rovesciata) nella partita vinta per 2-0 contro la Real Sociedad.
Nella stagione 2012-2013 di Liga, nonostante i suoi 14 gol (record in carriera), non riesce a evitare la retrocessione del Saragozza in seconda serie. L'8 agosto 2013 viene acquistato dal Valencia, a cui serve una nuova punta dopo la partenza di Roberto Soldado. Nel Valencia rimane fino a gennaio, quando viene ceduto in prestito con diritto di riscatto al club italiano della Lazio. Lascia il club spagnolo dopo 23 presenze e 4 gol.
Il 30 gennaio 2014 si trasferisce in prestito alla Lazio, non potendo esordire subito con la società italiana a causa di una contrattura al polpaccio subita il giorno successivo. Dopo circa due mesi passati in infermeria, il 26 marzo 2014 fa il suo esordio in Serie A, in occasione della sconfitta per 2-0 contro il Genoa. Il 1º luglio successivo la Lazio decide di non riscattare il cartellino del giocatore, concludendo così l'esperienza in Italia con appena 5 presenze.

### Nazionale

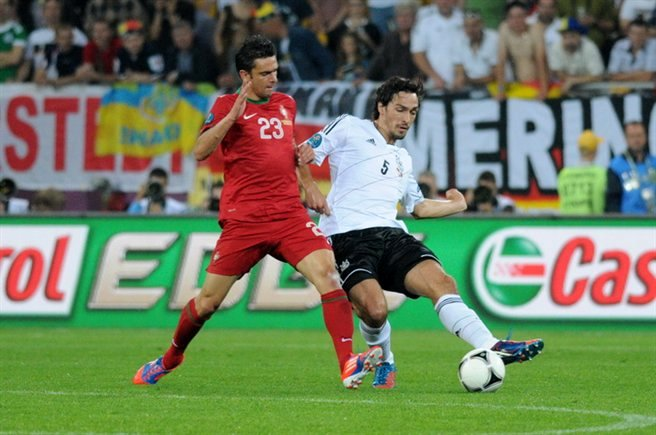
Hélder Postiga contende il pallone a Mats Hummels, ad Euro 2012

Molto stimato da Felipe Scolari, che nel giugno 2003 lo definì uno dei giocatori europei più promettenti, il 12 febbraio 2003 esordisce con la maglia della nazionale portoghese, in occasione di una partita amichevole contro l'Italia persa per 1-0. Sigla le prime due reti, con la maglia della nazionale maggiore, il 10 giugno 2003 nell'amichevole vinta per 4-0 contro la nazionale boliviana.
Partecipa all'Europeo di calcio 2004 insieme al Portogallo: in questa competizione scende in campo in una sola occasione, nel quarto di finale contro la nazionale inglese vinto ai calci di rigore (durante la partita segna uno dei gol che porterà il risultato finale sul 2-2). Il Portogallo viene battuto in finale dalla nazionale greca, ottenendo così il secondo posto nel Campionato europeo.
Partecipa al Mondiale 2006 in Germania, scendendo in campo in tre partite senza però segnare alcun goal. Il Portogallo viene eliminato poi dalla Francia in semifinale. Fa parte anche della selezione portoghese che gioca l'Europeo di calcio 2008, scendendo in campo in due partite andando a segno nella sconfitta del quarto di finale per 3-2 contro la Germania.
Torna in nazionale nel 2010, dopo aver giocato l'ultima partita nel 2008. Torna in campo in occasione delle qualificazioni per l'Europeo di calcio 2012. Partecipa ad Euro 2012 dove scende in campo in 4 partite dove mette a segno un solo gol contro la nazionale danese, nella fase a gironi, partita vinta per 3-2. Anche in questo torneo, il Portogallo viene eliminato in semifinale dalla Spagna, vincitrice del titolo.
Viene selezionato per partecipare al Mondiale 2014. L'unica partita del torneo che disputa è quella del 23 giugno 2014, in occasione della partita della fase a gironi pareggiata per 2-2 contro gli Stati Uniti.

## Statistiche

### Presenze e reti nei club
Statistiche aggiornate al 9 maggio 2015.
| Stagione             | Squadra              | Campionato           | Campionato | Campionato | Coppe nazionali | Coppe nazionali | Coppe nazionali | Coppe continentali | Coppe continentali | Coppe continentali | Altre coppe | Altre coppe | Altre coppe | Totale | Totale |
| Stagione             | Squadra              | Comp                 | Pres       | Reti       | Comp            | Pres            | Reti            | Comp               | Pres               | Reti               | Comp        | Pres        | Reti        | Pres   | Reti   |
| -------------------- | -------------------- | -------------------- | ---------- | ---------- | --------------- | --------------- | --------------- | ------------------ | ------------------ | ------------------ | ----------- | ----------- | ----------- | ------ | ------ |
| 2000-2001            | Porto B              | SD                   | 35         | 10         | -               | -               | -               | -                  | -                  | -                  | -           | -           | -           | 35     | 10     |
| 2001-2002            | Porto                | PL                   | 27         | 9          | TP              | 0               | 0               | UCL                | 11                 | 1                  | SP          | 0           | 0           | 38     | 10     |
| 2002-2003            | Porto                | PL                   | 31         | 13         | TP              | 1               | 0               | CU                 | 12                 | 6                  | -           | -           | -           | 44     | 19     |
| 2003-2004            | Tottenham            | PL                   | 19         | 1          | FACup+CdL       | 2+3             | 0+1             | -                  | -                  | -                  | -           | -           | -           | 24     | 2      |
| 2004-2005            | Porto                | PL                   | 24         | 3          | TP              | 1               | 0               | UCL                | 7                  | 0                  | SP+SU+CI    | 1+1+0       | 0+0+0       | 34     | 3      |
| 2005-gen. 2006       | Porto                | PL                   | 2          | 0          | TP              | 0               | 0               | UCL                | 0                  | 0                  | -           | -           | -           | 2      | 0      |
| gen.-giu. 2006       | Saint-Étienne        | L1                   | 16         | 2          | CF+CdL          | 1+0             | 0+0             | Int                | 0                  | 0                  | -           | -           | -           | 17     | 2      |
| 2006-2007            | Porto                | PL                   | 24         | 10         | TP              | 0               | 0               | UCL                | 7                  | 1                  | SP          | 0           | 0           | 31     | 11     |
| 2007-gen. 2008       | Porto                | PL                   | 6          | 1          | TP+TL           | 2+0             | 1+0             | UCL                | 4                  | 0                  | -           | -           | -           | 12     | 2      |
| Totale Porto         | Totale Porto         | Totale Porto         | 114        | 36         |                 | 4               | 1               |                    | 41                 | 8                  |             | 2           | 0           | 161    | 45     |
| gen.-giu. 2008       | Panathīnaïkos        | SL                   | 11+3       | 2+0        | CdG             | 0               | 0               | CU                 | 2                  | 0                  | -           | -           | -           | 16     | 2      |
| 2008-2009            | Sporting CP          | PL                   | 21         | 5          | TP+TL           | 0+3             | 0+0             | UCL                | 5                  | 0                  | SP          | 1           | 0           | 30     | 5      |
| 2009-2010            | Sporting CP          | PL                   | 22         | 1          | TP+TL           | 2+2             | 0+0             | UCL+UEL            | 3+4                | 0+0                | -           | -           | -           | 33     | 1      |
| 2010-2011            | Sporting CP          | PL                   | 25         | 6          | TP+TL           | 3+3             | 1+1             | UEL                | 12                 | 4                  | -           | -           | -           | 43     | 12     |
| ago. 2011            | Sporting CP          | PL                   | 3          | 0          | TP+TL           | 0+0             | 0+0             | UEL                | 2                  | 0                  | -           | -           | -           | 5      | 0      |
| Totale Sporting CP   | Totale Sporting CP   | Totale Sporting CP   | 71         | 12         |                 | 13              | 2               |                    | 26                 | 4                  |             | 1           | 0           | 111    | 18     |
| ago. 2011-2012       | Real Saragozza       | PD                   | 33         | 9          | CR              | 1               | 0               | -                  | -                  | -                  | -           | -           | -           | 34     | 9      |
| 2012-2013            | Real Saragozza       | PD                   | 37         | 14         | CR              | 4               | 0               | -                  | -                  | -                  | -           | -           | -           | 41     | 14     |
| Totale Real Saragoza | Totale Real Saragoza | Totale Real Saragoza | 70         | 23         |                 | 5               | 0               |                    | -                  | -                  |             | -           | -           | 75     | 23     |
| 2013-gen. 2014       | Valencia             | PD                   | 15         | 3          | CR              | 3               | 1               | UEL                | 5                  | 0                  | -           | -           | -           | 23     | 4      |
| gen.-giu. 2014       | Lazio                | A                    | 5          | 0          | CI              | 0               | 0               | UEL                | 0                  | 0                  | -           | -           | -           | 5      | 0      |
| 2014-2015            | Deportivo            | PD                   | 14         | 1          | CR              | 2               | 1               | -                  | -                  | -                  | -           | -           | -           | 16     | 2      |
| 2015-feb. 2016       | Atlético de Kolkata  | ISL                  | 1          | 2          |                 |                 |                 | -                  | -                  | -                  | -           | -           | -           | 1      | 2      |
| feb. 2016-           | Rio Ave              | PL                   | 10         | 5          | TP+TL           | 1+0             | 0+0             | -                  | -                  | -                  | -           | -           | -           | 11     | 5      |
| Totale carriera      | Totale carriera      | Totale carriera      | 384        | 97         |                 | 34              | 6               |                    | 74                 | 12                 |             | 3           | 0           | 495    | 125    |

### Cronologia presenze e reti in nazionale
| Cronologia completa delle presenze e delle reti in nazionale ― Portogallo | Cronologia completa delle presenze e delle reti in nazionale ― Portogallo | Cronologia completa delle presenze e delle reti in nazionale ― Portogallo | Cronologia completa delle presenze e delle reti in nazionale ― Portogallo | Cronologia completa delle presenze e delle reti in nazionale ― Portogallo | Cronologia completa delle presenze e delle reti in nazionale ― Portogallo | Cronologia completa delle presenze e delle reti in nazionale ― Portogallo | Cronologia completa delle presenze e delle reti in nazionale ― Portogallo |
| Data                                                                      | Città                                                                     | In casa                                                                   | Risultato                                                                 | Ospiti                                                                    | Competizione                                                              | Reti                                                                      | Note                                                                      |
| ------------------------------------------------------------------------- | ------------------------------------------------------------------------- | ------------------------------------------------------------------------- | ------------------------------------------------------------------------- | ------------------------------------------------------------------------- | ------------------------------------------------------------------------- | ------------------------------------------------------------------------- | ------------------------------------------------------------------------- |
| 12-2-2003                                                                 | Genova                                                                    | Italia                                                                    | 1 – 0                                                                     | Portogallo                                                                | Amichevole                                                                | -                                                                         | 71’                                                                       |
| 6-6-2003                                                                  | Braga                                                                     | Portogallo                                                                | 0 – 0                                                                     | Paraguay                                                                  | Amichevole                                                                | -                                                                         | 61’                                                                       |
| 10-6-2003                                                                 | Lisbona                                                                   | Portogallo                                                                | 4 – 0                                                                     | Bolivia                                                                   | Amichevole                                                                | 2                                                                         |                                                                           |
| 20-8-2003                                                                 | Chaves                                                                    | Portogallo                                                                | 1 – 0                                                                     | Kazakistan                                                                | Amichevole                                                                | -                                                                         | 61’                                                                       |
| 31-3-2004                                                                 | Braga                                                                     | Portogallo                                                                | 1 – 2                                                                     | Italia                                                                    | Amichevole                                                                | -                                                                         | 61’                                                                       |
| 28-4-2004                                                                 | Coimbra                                                                   | Portogallo                                                                | 2 – 2                                                                     | Svezia                                                                    | Amichevole                                                                | -                                                                         | 75’                                                                       |
| 29-5-2004                                                                 | Agueda                                                                    | Portogallo                                                                | 3 – 0                                                                     | Lussemburgo                                                               | Amichevole                                                                | -                                                                         | 46’                                                                       |
| 5-6-2004                                                                  | Setúbal                                                                   | Portogallo                                                                | 4 – 1                                                                     | Lituania                                                                  | Amichevole                                                                | 1                                                                         | 59’                                                                       |
| 24-6-2004                                                                 | Lisbona                                                                   | Portogallo                                                                | 2 – 2 dts (6 – 5 dtr)                                                     | Inghilterra                                                               | Euro 2004 - Quarti di finale                                              | 1                                                                         | 75’                                                                       |
| 8-9-2004                                                                  | Leiria                                                                    | Portogallo                                                                | 4 – 0                                                                     | Estonia                                                                   | Qual. Mondiali 2006                                                       | 2                                                                         | 46’                                                                       |
| 9-10-2004                                                                 | Vaduz                                                                     | Liechtenstein                                                             | 2 – 2                                                                     | Portogallo                                                                | Qual. Mondiali 2006                                                       | -                                                                         | 62’                                                                       |
| 26-3-2005                                                                 | Barcelos                                                                  | Portogallo                                                                | 4 – 1                                                                     | Canada                                                                    | Amichevole                                                                | 1                                                                         | 46’                                                                       |
| 30-3-2005                                                                 | Bratislava                                                                | Slovacchia                                                                | 1 – 1                                                                     | Portogallo                                                                | Qual. Mondiali 2006                                                       | 1                                                                         | 57’                                                                       |
| 4-6-2005                                                                  | Lisbona                                                                   | Portogallo                                                                | 2 – 0                                                                     | Slovacchia                                                                | Qual. Mondiali 2006                                                       | -                                                                         | 77’                                                                       |
| 8-6-2005                                                                  | Tallinn                                                                   | Estonia                                                                   | 0 – 1                                                                     | Portogallo                                                                | Qual. Mondiali 2006                                                       | -                                                                         | 66’                                                                       |
| 17-8-2005                                                                 | Ponta Delgada                                                             | Portogallo                                                                | 2 – 0                                                                     | Egitto                                                                    | Amichevole                                                                | 1                                                                         |                                                                           |
| 3-9-2005                                                                  | Loulé                                                                     | Portogallo                                                                | 6 – 0                                                                     | Lussemburgo                                                               | Qual. Mondiali 2006                                                       | -                                                                         | 68’                                                                       |
| 7-9-2005                                                                  | Mosca                                                                     | Russia                                                                    | 0 – 0                                                                     | Portogallo                                                                | Qual. Mondiali 2006                                                       | -                                                                         | 68’                                                                       |
| 12-10-2005                                                                | Porto                                                                     | Portogallo                                                                | 3 – 0                                                                     | Lettonia                                                                  | Qual. Mondiali 2006                                                       | -                                                                         | 57’                                                                       |
| 12-11-2005                                                                | Coimbra                                                                   | Portogallo                                                                | 2 – 0                                                                     | Croazia                                                                   | Amichevole                                                                | -                                                                         | 78’                                                                       |
| 15-11-2005                                                                | Belfast                                                                   | Irlanda del Nord                                                          | 1 – 1                                                                     | Portogallo                                                                | Amichevole                                                                | -                                                                         | 68’                                                                       |
| 1-3-2006                                                                  | Düsseldorf                                                                | Portogallo                                                                | 3 – 0                                                                     | Arabia Saudita                                                            | Amichevole                                                                | -                                                                         | 46’                                                                       |
| 27-5-2006                                                                 | Evora                                                                     | Portogallo                                                                | 4 – 1                                                                     | Capo Verde                                                                | Amichevole                                                                | -                                                                         | 62’                                                                       |
| 3-6-2006                                                                  | Metz                                                                      | Lussemburgo                                                               | 0 – 3                                                                     | Portogallo                                                                | Amichevole                                                                | -                                                                         | 46’                                                                       |
| 21-6-2006                                                                 | Gelsenkirchen                                                             | Portogallo                                                                | 2 – 1                                                                     | Messico                                                                   | Mondiali 2006 - 1º turno                                                  | -                                                                         | 69’                                                                       |
| 1-7-2006                                                                  | Gelsenkirchen                                                             | Inghilterra                                                               | 0 – 0 dts (1 – 3 dtr)                                                     | Portogallo                                                                | Mondiali 2006 - Quarti di finale                                          | -                                                                         | 86’                                                                       |
| 5-7-2006                                                                  | Monaco di Baviera                                                         | Portogallo                                                                | 0 – 1                                                                     | Francia                                                                   | Mondiali 2006 - Semifinali                                                | -                                                                         | 75’                                                                       |
| 6-2-2007                                                                  | Londra                                                                    | Portogallo                                                                | 2 – 0                                                                     | Brasile                                                                   | Amichevole                                                                | -                                                                         | 73’                                                                       |
| 2-6-2007                                                                  | Bruxelles                                                                 | Belgio                                                                    | 1 – 2                                                                     | Portogallo                                                                | Qual. Euro 2008                                                           | 1                                                                         | 52’ 79’                                                                   |
| 5-6-2007                                                                  | Madinat al-Kuwait                                                         | Kuwait                                                                    | 1 – 1                                                                     | Portogallo                                                                | Amichevole                                                                | -                                                                         | 46’                                                                       |
| 22-8-2007                                                                 | Erevan                                                                    | Armenia                                                                   | 1 – 1                                                                     | Portogallo                                                                | Qual. Euro 2008                                                           | -                                                                         | 61’                                                                       |
| 31-5-2008                                                                 | Viseu                                                                     | Portogallo                                                                | 2 – 0                                                                     | Georgia                                                                   | Amichevole                                                                | -                                                                         | 62’                                                                       |
| 15-6-2008                                                                 | Basilea                                                                   | Svizzera                                                                  | 2 – 0                                                                     | Portogallo                                                                | Euro 2008 - 1º turno                                                      | -                                                                         | 74’                                                                       |
| 19-6-2008                                                                 | Basilea                                                                   | Portogallo                                                                | 2 – 3                                                                     | Germania                                                                  | Euro 2008 - Quarti di finale                                              | 1                                                                         | 73’ 90’                                                                   |
| 8-10-2010                                                                 | Porto                                                                     | Portogallo                                                                | 3 – 1                                                                     | Danimarca                                                                 | Qual. Euro 2012                                                           | -                                                                         | 69’                                                                       |
| 12-10-2010                                                                | Reykjavík                                                                 | Islanda                                                                   | 1 – 3                                                                     | Portogallo                                                                | Qual. Euro 2012                                                           | 1                                                                         | 66’                                                                       |
| 17-11-2010                                                                | Lisbona                                                                   | Portogallo                                                                | 4 – 0                                                                     | Spagna                                                                    | Amichevole                                                                | 2                                                                         | 76’                                                                       |
| 9-2-2011                                                                  | Ginevra                                                                   | Argentina                                                                 | 2 – 1                                                                     | Portogallo                                                                | Amichevole                                                                | -                                                                         | 60’                                                                       |
| 26-3-2011                                                                 | Leiria                                                                    | Portogallo                                                                | 1 – 1                                                                     | Cile                                                                      | Amichevole                                                                | -                                                                         | 82’                                                                       |
| 4-6-2011                                                                  | Lisbona                                                                   | Portogallo                                                                | 1 – 0                                                                     | Norvegia                                                                  | Qual. Euro 2012                                                           | 1                                                                         |                                                                           |
| 10-8-2011                                                                 | Loulé                                                                     | Portogallo                                                                | 5 – 0                                                                     | Lussemburgo                                                               | Amichevole                                                                | 1                                                                         | 45’                                                                       |
| 2-9-2011                                                                  | Nicosia                                                                   | Cipro                                                                     | 0 – 4                                                                     | Portogallo                                                                | Qual. Euro 2012                                                           | -                                                                         | 76’                                                                       |
| 7-10-2011                                                                 | Porto                                                                     | Portogallo                                                                | 5 – 3                                                                     | Islanda                                                                   | Qual. Euro 2012                                                           | 1                                                                         | 88’                                                                       |
| 11-10-2011                                                                | Copenaghen                                                                | Danimarca                                                                 | 2 – 1                                                                     | Portogallo                                                                | Qual. Euro 2012                                                           | -                                                                         | 78’                                                                       |
| 11-11-2011                                                                | Zenica                                                                    | Bosnia ed Erzegovina                                                      | 0 – 0                                                                     | Portogallo                                                                | Qual. Euro 2012                                                           | -                                                                         | 43’ 65’                                                                   |
| 15-11-2011                                                                | Lisbona                                                                   | Portogallo                                                                | 6 – 2                                                                     | Bosnia ed Erzegovina                                                      | Qual. Euro 2012                                                           | 2                                                                         | 36’ 84’                                                                   |
| 29-2-2012                                                                 | Varsavia                                                                  | Polonia                                                                   | 0 – 0                                                                     | Portogallo                                                                | Amichevole                                                                | -                                                                         | 65’                                                                       |
| 26-5-2012                                                                 | Leiria                                                                    | Portogallo                                                                | 0 – 0                                                                     | Macedonia                                                                 | Amichevole                                                                | -                                                                         | 63’                                                                       |
| 2-6-2012                                                                  | Lisbona                                                                   | Portogallo                                                                | 1 – 3                                                                     | Turchia                                                                   | Amichevole                                                                | -                                                                         | 85’                                                                       |
| 9-6-2012                                                                  | Leopoli                                                                   | Germania                                                                  | 1 – 0                                                                     | Portogallo                                                                | Euro 2012 - 1º turno                                                      | -                                                                         | 13’ 70’                                                                   |
| 13-6-2012                                                                 | Leopoli                                                                   | Danimarca                                                                 | 2 – 3                                                                     | Portogallo                                                                | Euro 2012 - 1º turno                                                      | 1                                                                         | 64’                                                                       |
| 17-6-2012                                                                 | Charkiv                                                                   | Portogallo                                                                | 2 – 1                                                                     | Paesi Bassi                                                               | Euro 2012 - 1º turno                                                      | -                                                                         | 64’                                                                       |
| 21-6-2012                                                                 | Varsavia                                                                  | Rep. Ceca                                                                 | 0 – 1                                                                     | Portogallo                                                                | Euro 2012 - Quarti di finale                                              | -                                                                         | 40’                                                                       |
| 7-9-2012                                                                  | Lussemburgo                                                               | Lussemburgo                                                               | 1 – 2                                                                     | Portogallo                                                                | Qual. Mondiali 2014                                                       | 1                                                                         |                                                                           |
| 11-9-2012                                                                 | Braga                                                                     | Portogallo                                                                | 3 – 0                                                                     | Azerbaigian                                                               | Qual. Mondiali 2014                                                       | 1                                                                         | 87’                                                                       |
| 12-10-2012                                                                | Mosca                                                                     | Russia                                                                    | 1 – 0                                                                     | Portogallo                                                                | Qual. Mondiali 2014                                                       | -                                                                         | 74’                                                                       |
| 16-10-2012                                                                | Porto                                                                     | Portogallo                                                                | 1 – 1                                                                     | Irlanda del Nord                                                          | Qual. Mondiali 2014                                                       | 1                                                                         |                                                                           |
| 6-2-2013                                                                  | Guimarães                                                                 | Portogallo                                                                | 2 – 3                                                                     | Ecuador                                                                   | Amichevole                                                                | 1                                                                         | 62’                                                                       |
| 22-3-2013                                                                 | Tel Aviv                                                                  | Israele                                                                   | 3 – 3                                                                     | Portogallo                                                                | Qual. Mondiali 2014                                                       | 1                                                                         |                                                                           |
| 26-3-2013                                                                 | Baku                                                                      | Azerbaigian                                                               | 0 – 2                                                                     | Portogallo                                                                | Qual. Mondiali 2014                                                       | -                                                                         | 82’                                                                       |
| 7-6-2013                                                                  | Lisbona                                                                   | Portogallo                                                                | 1 – 0                                                                     | Russia                                                                    | Qual. Mondiali 2014                                                       | 1                                                                         | 66’                                                                       |
| 14-8-2013                                                                 | Loulé                                                                     | Portogallo                                                                | 1 – 1                                                                     | Paesi Bassi                                                               | Amichevole                                                                | -                                                                         | 64’                                                                       |
| 6-9-2013                                                                  | Belfast                                                                   | Irlanda del Nord                                                          | 2 – 4                                                                     | Portogallo                                                                | Qual. Mondiali 2014                                                       | -                                                                         | 43’                                                                       |
| 11-9-2013                                                                 | Foxborough                                                                | Brasile                                                                   | 3 – 1                                                                     | Portogallo                                                                | Amichevole                                                                | -                                                                         | 70’ 75’                                                                   |
| 15-10-2013                                                                | Coimbra                                                                   | Portogallo                                                                | 3 – 0                                                                     | Lussemburgo                                                               | Qual. Mondiali 2014                                                       | 1                                                                         |                                                                           |
| 15-11-2013                                                                | Lisbona                                                                   | Portogallo                                                                | 1 – 0                                                                     | Svezia                                                                    | Qual. Mondiali 2014                                                       | -                                                                         | 66’                                                                       |
| 31-5-2014                                                                 | Lisbona                                                                   | Portogallo                                                                | 0 – 0                                                                     | Grecia                                                                    | Amichevole                                                                | -                                                                         | 46’                                                                       |
| 7-6-2014                                                                  | Foxborough                                                                | Messico                                                                   | 0 – 1                                                                     | Portogallo                                                                | Amichevole                                                                | -                                                                         | 63’                                                                       |
| 11-6-2014                                                                 | New Jersey                                                                | Irlanda                                                                   | 1 – 5                                                                     | Portogallo                                                                | Amichevole                                                                | -                                                                         | 66’                                                                       |
| 23-6-2014                                                                 | Manaus                                                                    | Stati Uniti                                                               | 2 – 2                                                                     | Portogallo                                                                | Mondiali 2014 - 1º turno                                                  | -                                                                         | 16’                                                                       |
| 14-11-2014                                                                | Faro                                                                      | Portogallo                                                                | 1 – 0                                                                     | Armenia                                                                   | Qual. Euro 2016                                                           | -                                                                         | 56’                                                                       |
| Totale                                                                    |                                                                           | Presenze                                                                  | 71                                                                        |                                                                           | Reti (6º posto)                                                           | 27                                                                        |                                                                           |

## Palmarès

### Club

#### Competizioni nazionali
- Campionato portoghese: 2

Porto: 2002-2003, 2006-2007
- Coppa del Portogallo: 1

Porto: 2002-2003
- Supercoppa di Portogallo: 3

Porto: 2004, 2006
Sporting CP: 2008
- Indian Super League: 1

Atlético de Kolkata: 2016

#### Competizioni internazionali
- Coppa UEFA: 1

Porto: 2002-2003
- Coppa Intercontinentale: 1

Porto: 2004

### Nazionale
- Torneo di Tolone: 1

2001